# Hidefumi Hanatani
Hidefumi Hanatani (jap. 花谷秀文 Hanatani Hidefumi; ur. 1969 w Hiroszimie) – dyrektor artystyczny. W 2004 roku otrzymał nominację do nagrody Excellence in Production Design Award przyznawanej przez Art Directors Guild w kategorii Contemporary Film za film Kill Bill. W 2011 roku otrzymał nominację do Nagrody Japońskiej Akademii Filmowej w kategorii Best Art Direction za film Ōoku, a w 2016 roku otrzymał nagrodę w tej samej kategorii za film Kainan 1890.

## Filmografia

### Jako dyrektor artystyczny

#### Filmy pełnometrażowe
| Rok  | Tytuł                            |
| ---- | -------------------------------- |
| 2000 | Dokuritsu shonen gasshōdan       |
| 2003 | Kill Bill                        |
| 2003 | Sky High                         |
| 2005 | Itsuka dokusho suruhi            |
| 2006 | Warau Mikaeru                    |
| 2007 | Orion-za kara no shōtaijō        |
| 2008 | Fure fure shōjo                  |
| 2009 | Incydent                         |
| 2009 | Jūryoku piero                    |
| 2009 | Hagetaka: The Movie              |
| 2009 | Gunjō: Ai ga shizunda umi no iro |
| 2010 | Dārin wa gaikokujin              |
| 2012 | Bokura ga ita: Kouhen            |
| 2013 | Hidamari no kanojo               |
| 2015 | Kainan 1890                      |

### Jako dekorator wnętrz

#### Filmy pełnometrażowe
| Rok  | Tytuł |
| ---- | ----- |
| 2001 | Kuroe |

## Nagrody i nominacje
Źródło: Internet Movie Database
| Rok  | Nagroda                               | Kategoria                        | Wynik     |
| ---- | ------------------------------------- | -------------------------------- | --------- |
| 2004 | Excellence in Production Design Award | Contemporary Film (Kill Bill)    | Nominacja |
| 2011 | Nagroda Japońskiej Akademii Filmowej  | Best Art Direction (Ōoku)        | Nominacja |
| 2016 | Nagroda Japońskiej Akademii Filmowej  | Best Art Direction (Kainan 1890) | Wygrana   |